# برایان فوربس
برایان فوربس (انگلیسی: Bryn Forbes؛ زادهٔ ۲۳ ژوئیهٔ ۱۹۹۳) یک بازیکن بسکتبال اهل ایالات متحده آمریکا است.
از باشگاه‌هایی که در آن بازی کرده‌است می‌توان به سن آنتونیو اسپرز و آستین توروس اشاره کرد.